# 1623年時效法令
《1623年時效法令》（英語：Limitation Act 1623；21 Jac 1 c 16）是英格蘭國會的一項法令。
整部法令由《1986年成文法（廢除）法令》第1(1)條及附表1第I部第5組廢除。